# النقیر
النقیر (به عربی: النقیر) یک روستا در سوریه است که در ناحیه خان شیخون واقع شده‌است. النقیر ۱٬۶۰۲ نفر جمعیت دارد.